# Caleb Orozco
Pour les articles homonymes, voir Orozco.
Caleb Orozco, né le 5 décembre 1973, est un militant LGBT bélizien. Il est le principal plaideur dans une affaire contestant avec succès les lois anti-sodomie du pays et le cofondateur du seul groupe de défense LGBT du pays.

## Biographie
Caleb Orozco devient politiquement actif à l'âge de 31 ans, après avoir participé à un atelier à Belize City pour les hommes gays et les personnes vivant avec le VIH. Orozco cofonde le United Belize Advocacy Movement (UNIBAM, « Mouvement de défense des droits du Belize uni ») en 2006, dont il devient le président. L'UNIBAM est le seul groupe de défense des LGBT du pays et utilise le système juridique pour contester les lois anti-sodomie au Belize. L'UNIBAM est dirigé depuis le domicile d'Orzoco.
En 2009, Orozco assiste à une conférence sur le VIH en Jamaïque où il rencontre deux professeurs de droit du Rights Advocacy Project de l'université des Indes occidentales. Ils estiment que le Belize est un cas idéal pour contester l'interdiction des relations entre personnes de même sexe.
Au Belize, une loi prévoit une peine de 10 ans de prison pour la sodomie,. En 2011, Orozco et l'UNIBAM déposent un recours constitutionnel contre cette loi et remettent en cause l'article 53 du code pénal du Belize. L'Église catholique du Belize se prononce contre le recours, ce qu'Orozco défend en déclarant : « Ce recours est personnel et il s'agit de rappeler au système que mes droits de l'homme ne consistent pas à choisir ce que l'on va soutenir et ce que l'on va ignorer. Mes droits de l'homme sont totaux. Ils ne doivent pas être imposés par l'Église, car l'Église ne gouverne pas ce pays. Point final ». Peu de temps après le dépôt de la plainte, l'Église dépose avec succès une motion préalable au procès visant à retirer l'UNIBAM, arguant que le groupe n'avait pas qualité pour agir, laissant Orozco l'unique requérant dans l'affaire.
Après avoir déposé le recours, Caleb Orozco déclare qu'il y a eu une augmentation de la haine envers les personnes LGBT au Belize. En février 2012, il est menacé d'insultes anti-gay et frappé au visage avec une bouteille, ce qui a nécessité une intervention chirurgicale,. Il commence également à recevoir des menaces de mort en raison de son recours contre la loi anti-sodomie. Orozco voit également sa voiture endommagée par des personnes qui le menaçaient,.
Caleb Orozco continue à participer à des conférences. Il assiste à un forum intitulé « Realising the Dream of Caribbean LGBT Inclusion » (« Réaliser le rêve de l'intégration des LGBT dans les Caraïbes »), organisé à l'université Ryerson lors de la conférence sur les droits de l'homme WorldPride 2014 à Toronto.
En mai 2013, des arguments sont présentés au tribunal au sujet de l'affaire. Le 10 août 2016, le président de la Cour suprême déclare inconstitutionnel l'article 53 du code pénal. Il a été dit que la loi « violait la dignité humaine d'Orozco, sa vie privée et (en l'obligeant à mentir ou à risquer des poursuites) sa liberté d'expression ». Orozco déclare : « C'est le premier jour de ma vie où il est légal pour moi d'être moi-même ». L'UNIBAM et Orozco entament des discussions avec Patrick Faber, le vice-premier ministre, au sujet de la représentation des LGBT au sein de la Commission de la moralité au Belize.
En décembre 2016, il reçoit le prix David Kato Vision and Voice. Avec l'UNIBAM, il continue de lutter pour améliorer les droits des citoyens LGBT dans son pays qui restent souvent marginalisés.